# Советиш геймланд
«Сове́тиш ге́ймланд» (идиш סאָוועטיש הײמלאַנד‎ «Советская родина») — советский литературный и общественно-политический журнал на языке идиш, издававшийся в Москве в 1961—1991 годах.

## История
Издание журнала началось в 1961 году, сначала он выходил раз в два месяца, с января 1965 — ежемесячно.
Орган Союза писателей СССР. Бессменным главным редактором журнала являлся Арон Вергелис.
Помимо литературных произведений журнал публиковал материалы по еврейскому фольклору, истории языка и литературы на идиш, журнал также собирал биографические и библиографические материалы о еврейских писателях. В редакции проходили еврейские конференции, музыкально-художественные вечера. В редакционную коллегию входили, в частности, Нотэ Лурье, Гирш Ошерович, Ихил Шрайбман, Иосиф Рабин, Мойше Тейф, Хаим Бейдер.
После Шестидневной войны в журнале часто публиковались материалы с критикой политики Израиля в рамках советской внешней политики, проарабской и антиизраильской. Из-за постоянного снижения числа читателей, владеющих языком идиш в СССР, тираж журнала неуклонно падал: с 25 000 экземпляров в начале 1960-х годов, до 2 000 экз. в 1991 году. С конца восьмидесятых годов постепенно рос объём русского раздела журнала: с одностраничной аннотации, до половины печатного объема журнала. Издание «Советиш геймланд» прекратилось на сдвоенном № 11-12 (декабрь) 1991 г.
С 1984 года издавалось двухмесячное приложение к журналу: «Юнгвалд» («Молодая поросль»), рассылавшееся подписчикам вместе с журналом «Советиш Геймланд». Изначально приложение планировалось как орган литературной молодёжи, пишущей на идиш. Однако из-за дефицита молодых литературных кадров приложение стало печатать произведения на идиш и русском исторического и биографического характера.
С 1986 года редакцией журнала издавался ежегодный альманах «Год за годом», составленный из переводов материалов журнала на русский язык. Всего вышло 6 выпусков (последний в 1991 году).
17 сентября 1986 года литературно-художественный журнал «Советиш геймланд» был награжден орденом Дружбы народов.
В 1993-1999 годах коллектив редакции издавал журнал «Ди идише гас» («Еврейская улица»), являвшийся идейным и творческим продолжением журнала «Советиш Геймланд». Издание журнала было прекращено со смертью его бессменного главного редактора Арона Вергелиса в июле 1999 года.